# Zdeněk Folprecht
Zdeněk Folprecht (Kladno, 1º luglio 1991) è un calciatore ceco, centrocampista del Tuchlovice.